# Olga Kurylenko
Olga Kurylenko (ucraïnès: Ольга Костянтинівна Куриленко, transcrit Olha Kostiantínivna Kurilenko) és una actriu i model francesa d'origen ucraïnès, nascuda el 14 de novembre del 1979 a Berdiansk (RSSU). Kurylenko es va donar a conèixer i va adquirir fama internacional mercès al seu paper de noia Bond a la pel·lícula Quantum of Solace.

## Biografia
Kurylenko va néixer a Berdiansk i va ser descoberta als 15 anys per una buscadora de models mentre estava de vacances a Moscou.
Es va traslladar a París als 16 anys, on va signar per l'agència de models Madison, i als pocs anys ja era portada de les revistes Elle, Marie Claire i Madame Figaro. El 2001 va obtenir la nacionalitat francesa després del seu matrimoni amb el fotògraf de moda francès Cédric van Mol. Comença la seva carrera filmogràfica el França a 2005.
Va rebre el certificat d' Excellence Award al Brooklyn Film Festival (BFF) de 2006, per la seva actuació a L'Annulaire, de la realitzadora francesa Diane Bertrand. També va actuar en la pel·lícula col·lectiva Paris, je t'aime, concretament en l'episodi Quartier de la Madeleine, de Vincenzo Natali, al costat d'Elijah Wood.
El 2007, Kurylenko va actuar a Hitman al costat de Timothy Olyphant. Però la seva fama augmenta gràcies al seu paper com a  Noia Bond  (de nom Camille) a la pel·lícula de 007, Quantum of Solace.
El 2011, va protagonitzar a Ucraïna la pel·lícula 'La Terre outragée (en anglès:Land of Oblivion)' ', de la realitzadora franco-israeliana Michale Boganim. És una de les primeres pel·lícules de ficció sobre la catàstrofe de Txernòbil, 25 anys després de l'explosió de la central nuclear. El mateix any va protagonitzar també la pel·lícula de Terrence Malick To the Wonder, juntament amb Ben Affleck, Javier Bardem i Rachel McAdams.
Va protagonitzar la sèrie Magic City, estrenada el 30 de març del 2012.

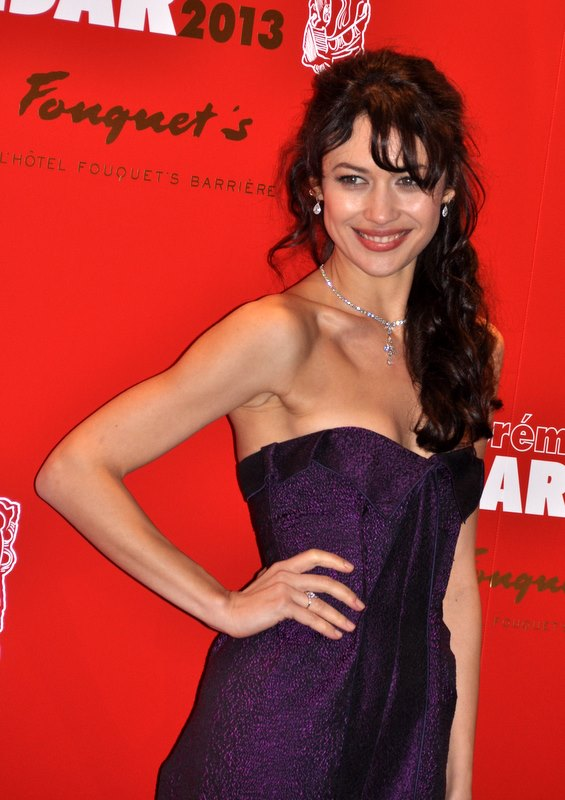
Kurylenko als Premis César el 2013.

També va aparèixer a Oblivion, una pel·lícula de ciència-ficció protagonitzada per Tom Cruise i dirigida per Joseph Kosinski. Kurylenko va interpretar Alice Fournier al thriller d'espies November Man. El 2014, Kurylenko va protagonitzar la pel·lícula de drama històric The Water Diviner al costat de Russell Crowe (que va fer el seu debut com a director), Jacqueline McKenzie i Jai Courtney. També va interpretar la directora a Vampire Academy. Més tard va actuar en pel·lícules com Momentum, Mara i The Bay of Silence.
El 2017, va aparèixer a la pel·lícula de sàtira política d'Armando Iannucci The Death of Stalin com la pianista soviètica Maria Iúdina. La pel·lícula va ser un èxit de crítica i la van protagonitzar Steve Buscemi, Simon Russell Beale, Jason Issacs, Michael Palin i Jeffrey Tambor. L'any següent va protagonitzar la pel·lícula d'aventures The Man Who Killed Don Quixote (2018) de Terry Gilliam protagonitzada per Adam Driver i Jonathan Pryce que es va estrenar al Festival de Cinema de Cannes 2018. També va aparèixer com la baronessa Roxane de Giverny a L'Empereur de Paris, i com l'espia russa a la pel·lícula de comèdia Johnny English Strikes Again (2018), dirigida per Rowan Atkinson.

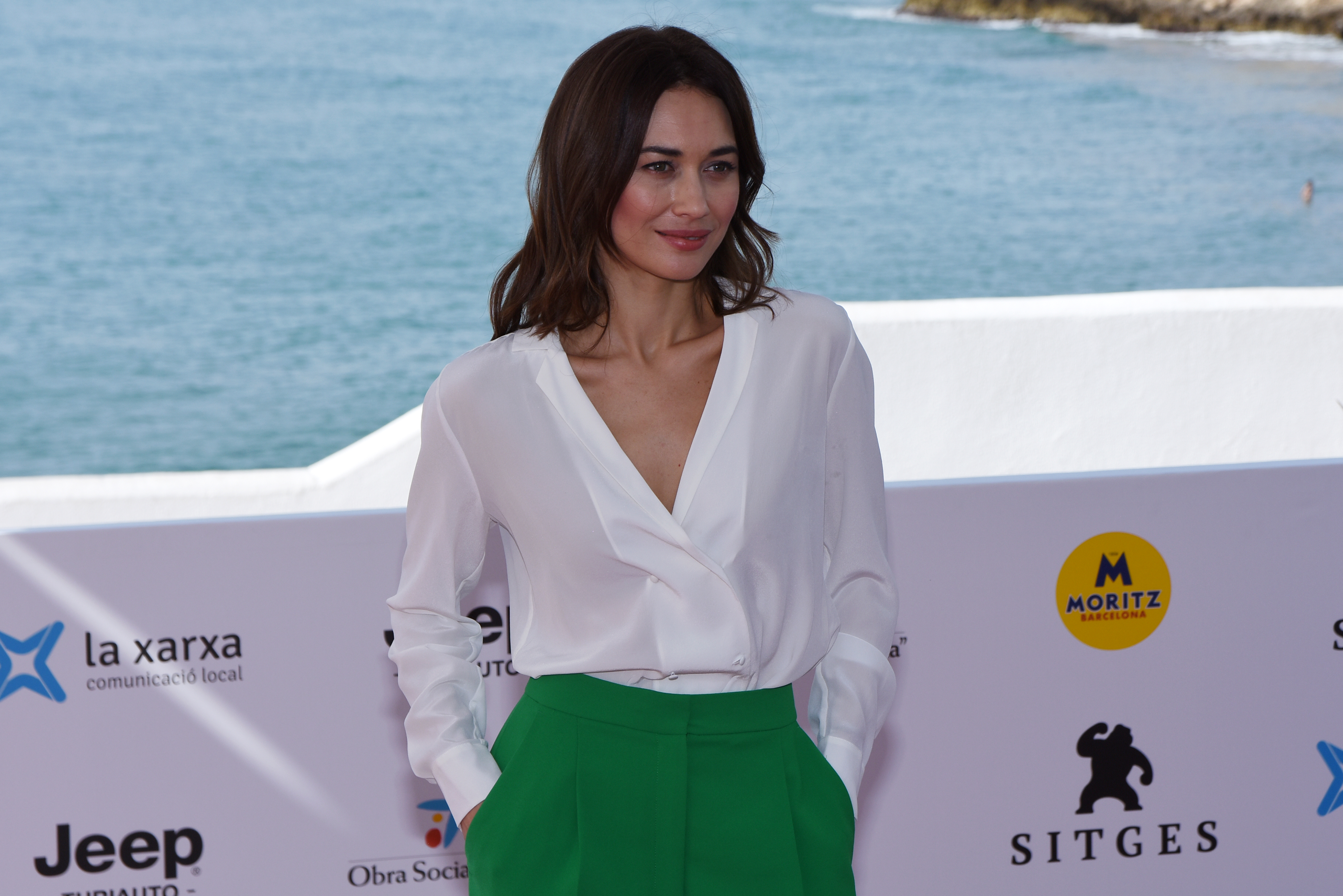
Kurylenko al Festival de Cinema Fantàstic de Sitges el 2019.

El 2021, va protagonitzar el thriller d'acció Sentinelle. El mateix any, va interpretar a Antonia Dreykov / Taskmaster a la pel·lícula del Marvel Cinematic Universe (MCU) Black Widow. A l'octubre, la van llançar pel·lícula de robatori de comèdia High Heat al costat de Don Johnson

## Vida personal
Kurylenko va adquirir la ciutadania francesa l'any 2001, que va anomenar "una decisió pràctica" perquè era més fàcil viatjar amb un passaport francès sense visat, davant de viatjar amb un passaport ucraïnès. Es va casar amb el fotògraf de moda francès Cedric van Mol l'any 2000, però la parella es va divorciar quatre anys després. Es va casar amb l'empresari d'accessoris per a telèfons mòbils estatunidenc Damian Gabrielle el 2006, però aquest matrimoni va acabar en divorci a finals de 2007. Kurylenko es va traslladar a Londres el 2009.
Kurylenko i la seva antiga parella, l'actor i escriptor anglès Max Benitz, tenen un fill que va néixer l'octubre de 2015.
El 15 de març de 2020, Kurylenko va anunciar que havia donat positiu de COVID-19. El 22 de març, va dir que s'havia recuperat completament.
Durant la invasió russa d'Ucraïna va expressar el seu suport a Ucraïna.

## Filmografia

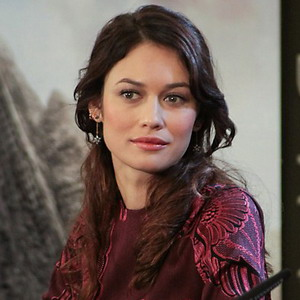
Olga Kurylenko.

- 2005: L'Annulaire, de Diane Bertrand: Iris.
- 2006: Paris, je t'aime, episodi Quartier de la Madeleine de Vincenzo Natali: La vampir.
- 2007: Le Serpent, d'Éric Barbier: Sofia.
- 2007: Hitman, de Xavier Gens: Nika Boronina
- 2008: Quantum of Solace de Marc Forster: Camille
- 2008: Max Payne de John Moore: Natasha
- 2008: À l'est de moi de Bojena Horackova: La prostituta russa
- 2008: Tyranny de John Beck Hofmann: Mina Harud
- 2009: Loin d'Eden de Danny Lerner: Galia
- 2010: There Be Dragons de Roland Joffé: Ildiko
- 2011: Centurion de Neil Marshall: Etain
- 2011: Coronet : Maryska
- 2012: La Terre outragée de Michale Boganim: Anya
- 2012: Seven Psychopaths de Martin McDonagh: Angela
- 2012: To the Wonder de Terrence Malick: Marina
- 2012: The Expatriate de Philipp Stölzl: Anna Brandt
- 2013: Oblivion de Joseph Kosinski: Julia
- 2014: November Man de Roger Donaldson: Alice Fournier
- 2014: Vampire Academy de Mark Waters: la principal Kirova
- 2014: The Water Diviner de Russell Crowe
- 2014: Saint Laurent de Bertrand Bonello
- 2015: Un dia perfecte de Fernando León de Aranoa: Katya
- 2015: Momentum de Stephen Campanelli: Alexis "Alex" Faraday
- 2016: La corrispondenza, de Giuseppe Tornatore: Amy
- 2017: The Death of Stalin d'Armando Iannucci: Maria Iúdina
- 2017: Gun Shy de Simon West: Sheila
- 2018: Dans la brume de Daniel Roby: Anna
- 2018: The Man Who Killed Don Quixote de Terry Gilliam: Jacqui
- 2018: Mara de Clive Tonge: Kate Fuller
- 2018: Johnny English Strikes Again de David Kerr: Ophelia
- 2018: L'Empereur de Paris de Jean-François Richet: Baronessa Roxane of Giverny
- 2019: L'intervention de Fred Grivois: Jane Anderson
- 2019: The Room de Christian Volckman: Kate
- 2019: La missatgera de Zackary Adler: la missatgera
- 2019: Les Traducteurs de Régis Roinsard: Katerina Anisinova
- 2020: The Bay of Silence de Paula van der Oest: Rosalind
- 2021: Sentinelle[21] de Julien Leclercq: Klara
- 2021: Black Widow[22] de Cate Shortland: Antonia Dreykov / Taskmaster
- 2022: Vanishing[23] de Denis Dercourt: Alice
- 2022: White Elephant de Jesse V. Johnson: Vanessa Flynn
- 2022: The Princess de Le-Van Kiet: Kai
- TBA: Empires of the Deep de Michael French i Scott Miller (en postproducció)

### Televisió
- 2001: Largo Winch (temporada 1, episodi 12) : Carole
- 2006: Le Porte-bonheur
- 2007: Suspectes (temporada 1) : Éva Pires
- 2012-13: Magic City (temporada 1 i 2) : Vera Evans
- 2014: Mission Control (episodi 13)
- 2020: Wonderland, the girl from the shore (6 episodis): Alice

### Música
- 2003 : Videoclip de la cançó "Love's Divine" de Seal[24]

### Videojoc
- 2008: 007: Quantum of Solace com Camille Montes[25]